# Fraser-Nunatak
Der Fraser Nunatak ist ein 2070 m hoher Nunatak im Australischen Antarktis-Territorium. Er ragt 22 km südwestlich der Wilhoite-Nunatakker und westlich der Churchill Mountains auf.
Das New Zealand Antarctic Place-Names Committee benannte ihn 2003 nach dem neuseeländischen Physiker Graham Fraser von der University of Canterbury, der zum Zeitpunkt der Benennung auf 45 Jahre Forschungsarbeiten in Antarktika zurückblicken konnte und dabei ab 1989 in 11 Kampagnen an geomagnetischen Untersuchungen beteiligt war.